# Liste der Baudenkmale in Cromwell
Die Liste der Baudenkmale in Cromwell umfasst alle vom New Zealand Historic Places Trust (NZHPT) als „Historic Place“ oder „Historic Area“ eingestuften Baudenkmale und Flächendenkmale der neuseeländischen Ortschaft Cromwell.. Die Angaben stammen aus dem Register des NZHPT. Die Bezeichnungen der Baudenkmale orientieren sich an diesem Register. In die Liste werden auch bekannte Wahi Tapu (Area), kulturell und religiös bedeutsame Stätten und Gebiete der Māori, aufgenommen. Sie werden jedoch meist nicht publiziert.

| Bild           | Bezeichnung                            | Ort      | Anschrift                                          | Beschreibung | Bauzeit   | Eintrag          | Nummer | Kat. |
| -------------- | -------------------------------------- | -------- | -------------------------------------------------- | --- | --------- | ---------------- | ------ | ---- |
| weitere Bilder | Cromwell Courthouse                    | Cromwell | 43 Inniscort Street Karte                          | ehemaliges Gericht und Verwaltung der Goldgräberstadt Cromwell | 1872      | 22. Juni 2007    | 2129   | 2    |
| weitere Bilder | Cromwell Kilwinning Lodge No 98        | Cromwell | 69 Melmore Terrace Karte                           | Freimaurerloge | 1900      | 22. Juni 2007    | 2130   | 2    |
| weitere Bilder | St John’s Presbyterian Church (Former) | Cromwell | 24 Inniscort Street und Sligo Street Karte         | Kirche, ehemalige presbyterianische | 1881(ca.) | 28. Februar 2013 | 2131   | 2    |
| weitere Bilder | St Andrew’s Anglican Church            | Cromwell | 41 Blyth Street und Donegal Street Karte           | Kirche, anglikanische | 1874      | 22. Juni 2007    | 2132   | 2    |
| weitere Bilder | Murrell’s Cottage (Former)             | Cromwell | Melmore Terrace, Old Cromwell Town Karte (ungenau) | Wohnhaus, eines von zwei Gebäuden des historischen Ortskernes, die bei Flutung des Clyde Dam am Originalstandort verblieben. In dem Gebäude lebte der Uhrmacher und Zahnreißer Edward Murrell für 41 Jahre, 1920 zog er im Alter nach Christchurch. Er war 20 Jahre Mitglied des Krankenhauskommittees, 25 Jahre Gemeinderat, davon neun Jahre Bürgermeister. | 1870er    | 2. Mai 2013      | 2133   | 2    |